# Reiko Yoshida
Reiko Yoshida, japansk serieförfattare, i Sverige främst känd för Tokyo MewMew, illustrerad av Mia Ikumi. Hon skrev även manus till Katternas rike, efter Aoi Hiiragis manga.